# Hedonist
Hedonist è il secondo album del disc jockey francese Martin Solveig, pubblicato il 2 giugno 2005.

## Tracce
Testi e musiche di Martin Solveig.
1. Everybody – 4:19
2. Something Better (feat. Jay Sebag) – 4:50
3. If You Tell Me More (feat. Jay Sebag) – 3:27
4. Black Voices (feat. The BMK Afro School & Stephy Haïk) – 4:06
5. Rejection – 4:46
6. Blind Rendez-Vous (Interlude) – 0:31
7. Dry (feat. Stephy Haïk) – 5:01
8. Something About You (feat. Michael Robinson) – 4:08
9. Jealousy – 5:19
10. Requiem pour un con – 2:55
11. Don't Waste Another Day (feat. Jay Sebag) – 4:34

## Classifiche
| Classifica (2005-06) | Posizione massima |
| -------------------- | ----------------- |
| Belgio (Vallonia)    | 99                |
| Francia              | 43                |